# Code Composer Studio
Code Composer Studio也稱為CCStudio或CCS，是德州仪器（TI）嵌入式處理器的整合開發環境（IDE），可以開發嵌入式處理器上的應用程式。
德州仪器的嵌入式處理器有TMS320 DSP、OMAP SOC、DaVinci SOC、Sitara應用處理器、Hercules微處理器、Simplelink MCU（MSP432及無線連線微處理器）、MSP430及Tiva/Stellaris微處理器。也可以在其他子系統上除錯，例如Ducati、IVA加速器及PRU-ICSS。
Code Composer Studio一開始是設計給嵌入式專案設計，以及低階（裸機、無作業系統）的JTAG除錯。不過後續的版本是以未修改的Eclipse開源IDE為基礎，可以延伸到包括作業系統層級的應用程式除錯（Linux、Android、Windows IoT）以及開源編譯器套件，例如GCC。
Code Composer Studio早期的版本包括了實時作業系統的核心，稱為DSP/BIOS，之後版本的SYS/BIOS。TI-RTOS嵌入式工具生態系統是Code Composer Studio。

## 外部連結
官方网站